# Pteroceltis tatarinowii
Pteroceltis tatarinowii är en hampväxtart som beskrevs av Carl Maximowicz. Pteroceltis tatarinowii ingår i släktet Pteroceltis och familjen hampväxter. Inga underarter finns listade i Catalogue of Life.

## Bildgalleri

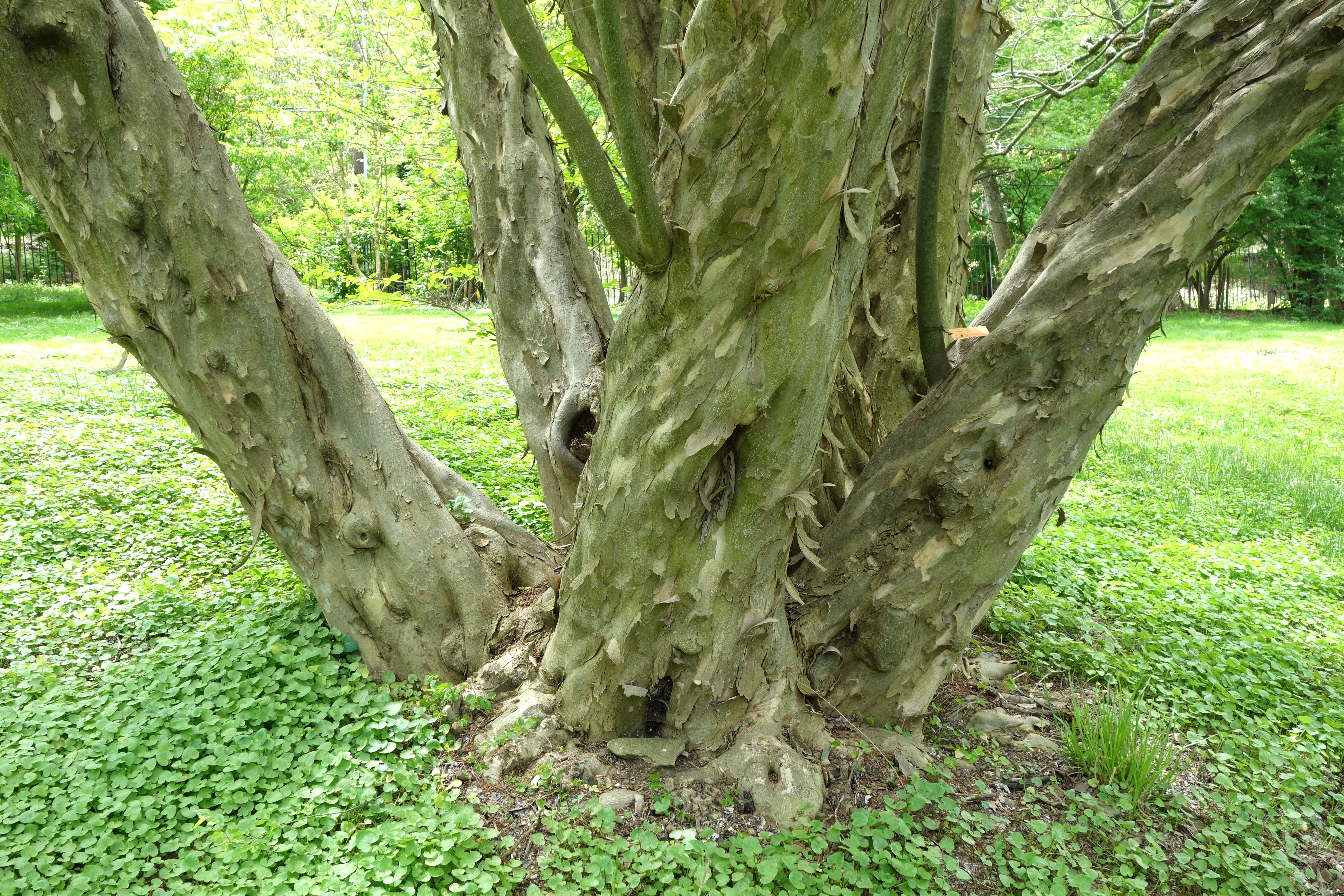
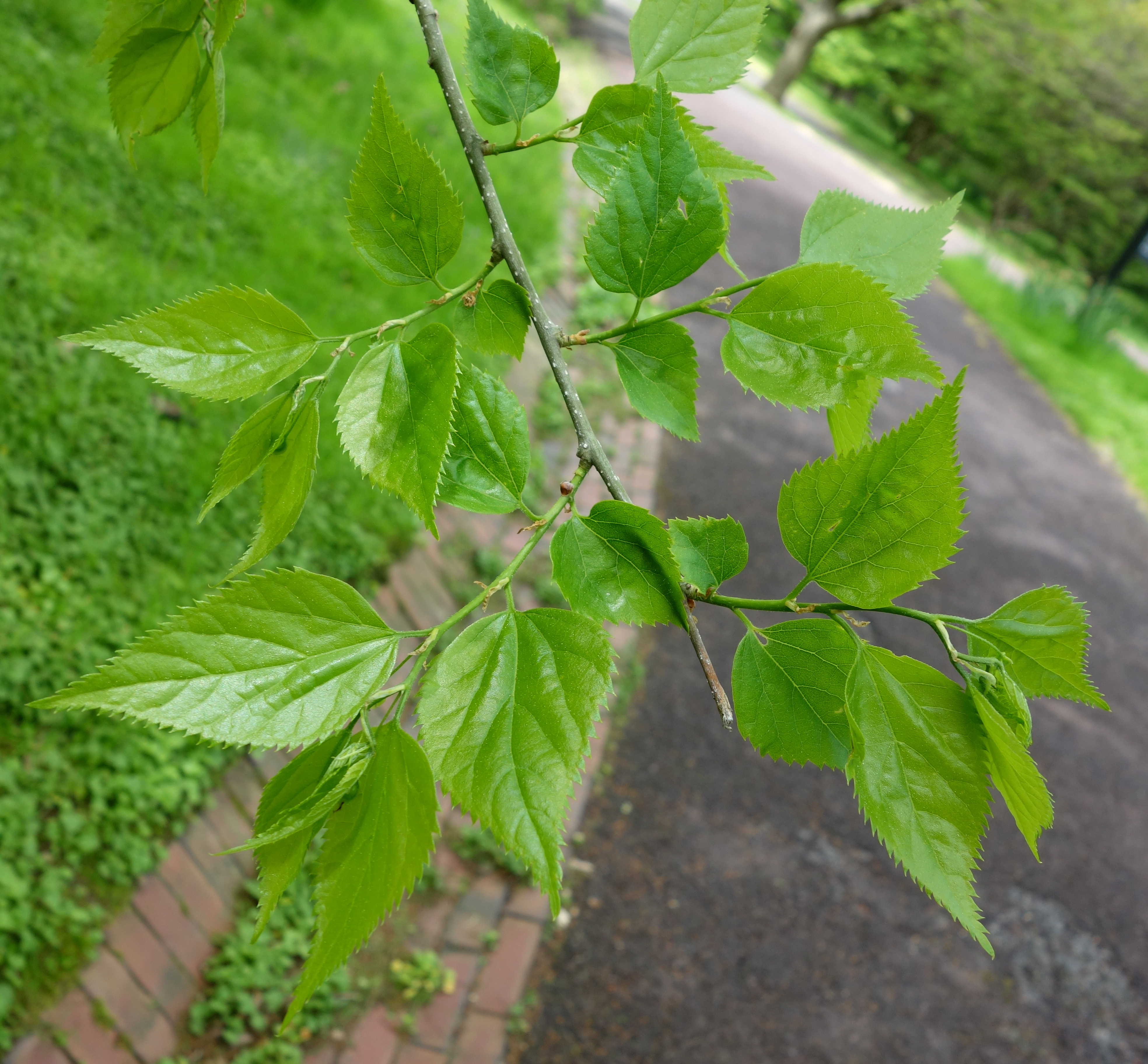
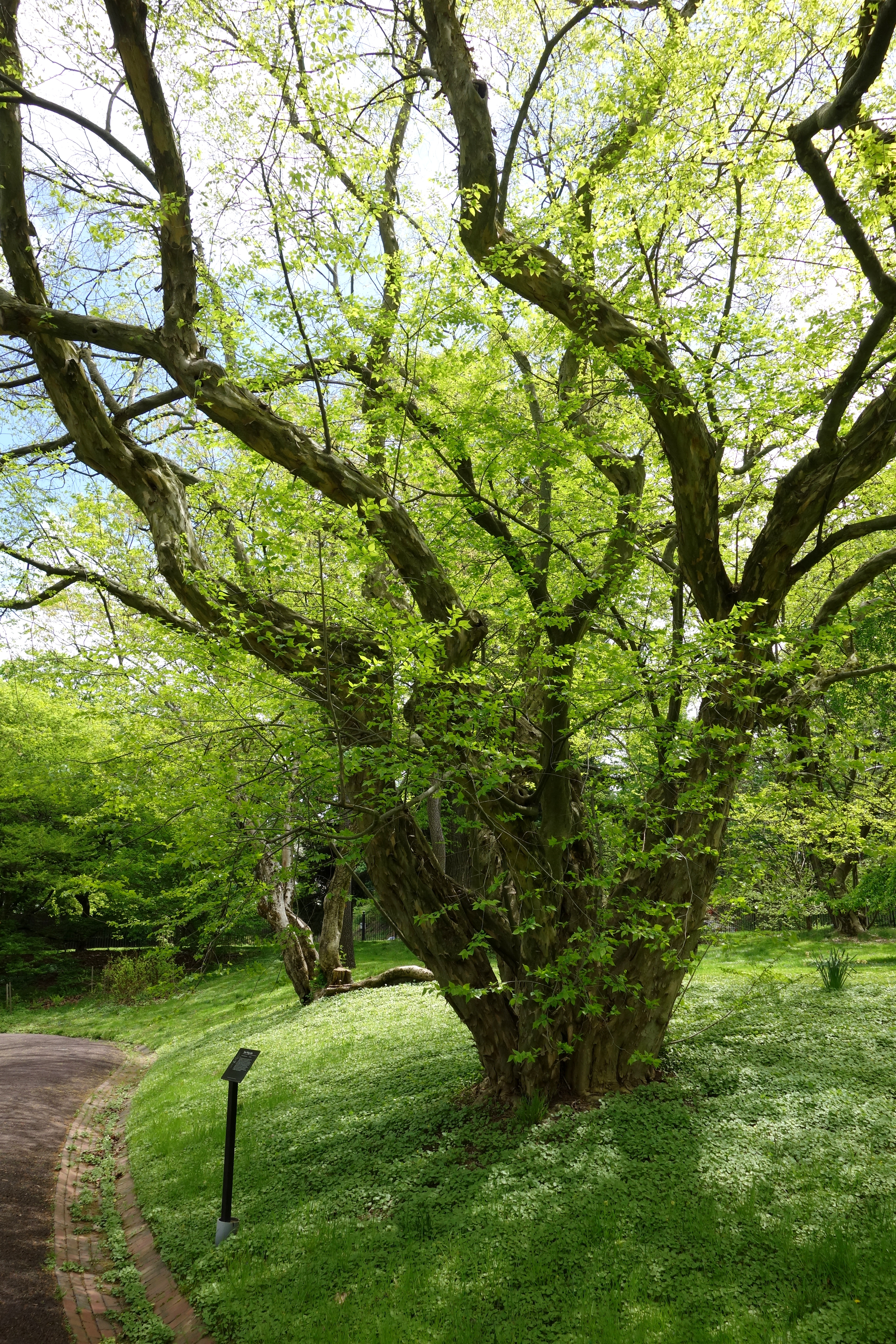
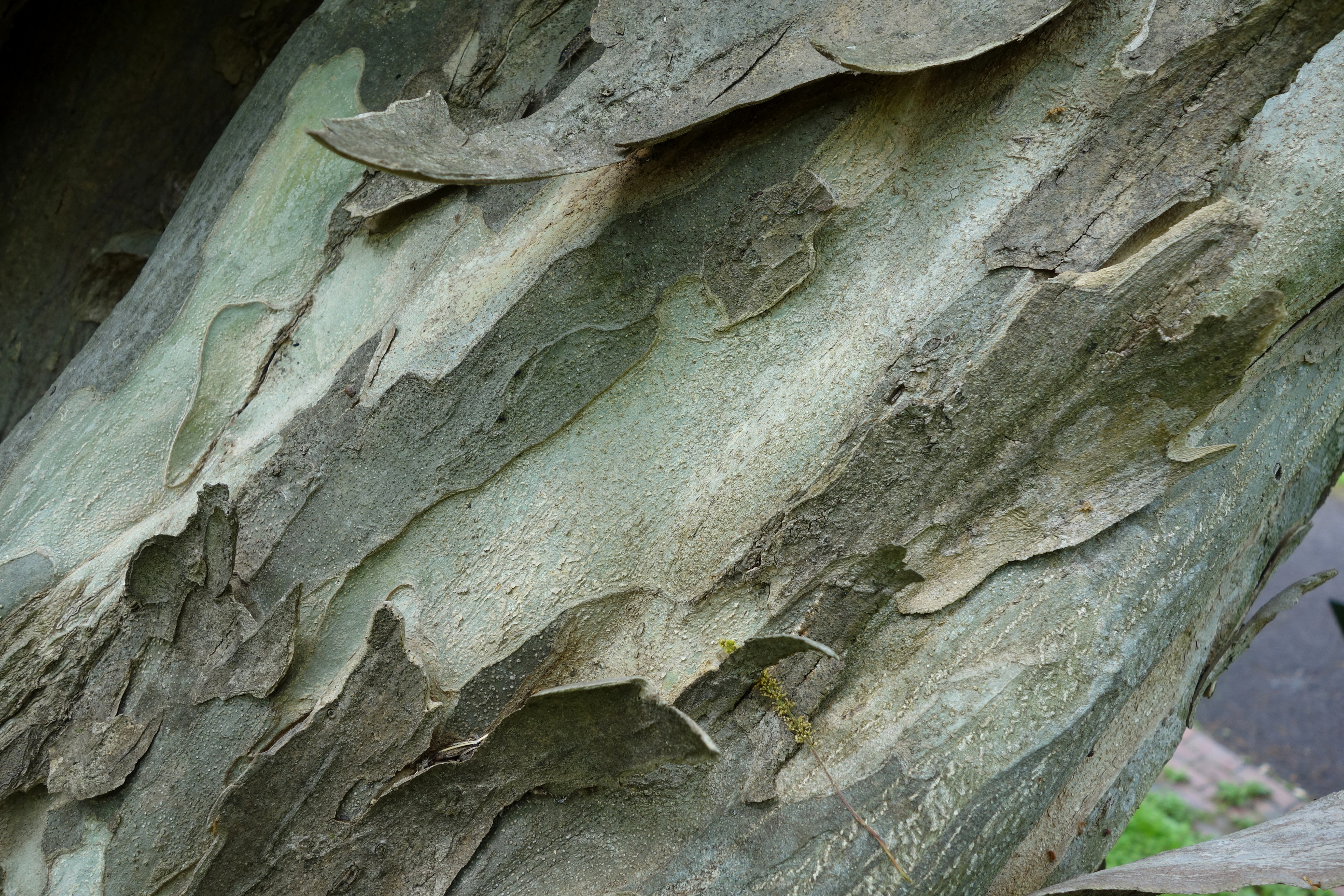